# Trimucrodon cuneatus
Trimucrodon cuneatus es la única especie conocida del género dudoso extinto Trimucrodon de dinosaurio ornitisquio basal que vivió a finales del período Jurásico, hace aproximadamente 150 millones de años, durante el Kimmeridgiense, en lo que es hoy Europa. Tres dientes aislados encontrados en la localidad de Porto Dinheiro o Pinhier) en el distrito de Lisboa de Portugal recibieron el nombre en 1973 de Richard A. Thulborn, derivado de las palabras latinas para "tres" y "una punta de daga", tri- y mucro respectivamente. y la palabra griega antigua ὀδούς, odon para "diente". La única especie del taxón es Trimucrodon cuneatus, tomado de la forma de cuña de los dientes. Aunque la unidad de la que procedían los especímenes originalmente no tenía nombre, se hizo referencia a las formación Alcobaça, y luego a las formación Lourinhã , específicamente al miembro Amoreira-Porto Novo del Kimmeridgiense tardío. También se había sugerido que databa del Cretácico, inicios de la época del Berriasiense, hace unos 145 millones de años.

El espécimen tipo, descubierto entre 1962 y 1967 por el zoólogo y paleontólogo alemán Georg Krusat, se distingue por dentículos prominentes en los extremos delantero y trasero de la corona, y proviene de un individuo de menos de 2 metros largo. Actualmente se conserva en las colecciones del Museu Geológico do Instituto Geológico e Mineiro en Lisboa, Portugal, anteriormente se mantuvo en las colecciones de la Universidad Libre de Berlín.
El diente holotipo de Trimucrodon mide 4,4 mm de ancho, similar a algunos de los especímenes mencionados, con la corona casi tan alta como ancha. Otros especímenes tienen coronas tan pequeñas como 1,5 mm de ancho y solo la mitad de alto que de ancho. Las coronas tienen cantidades variables de asimetría, aunque cada borde tiene el mismo número de dentículos ahusados . El esmalte dental está presente en un espesor igual en ambos lados de la corona del diente, y ambas caras son lisas y sin crestas. Los dentículos aumentan de tamaño alejándose del ápice de la corona, terminando con dos dentículos muy divergentes y puntiagudos en los extremos anterior y posterior de la base.
Trimucrodon fue mencionado originalmente como un miembro de la familia de ornitópodos Fabrosauridae por Thulborn en 1973, más cercano a Echinodon pero también relacionado con Alocodon y Fabrosaurus. Peter M. Galton lo retuvo en la familia en 1978, aunque notó que había diferencias significativas entre Trimucrodon y Echinodon y los fabrosáuridos del Jurásico Medio a Superior Alocodon, Trimucrodon y Echinodon eran representativos de tres ramas independientes y solo distantemente relacionadas de la familia, con Nanosaurus no conserva suficiente material para determinar sus relaciones. Dado que la especie solo estaba representada por dientes, Trimucrodon fue designado como dudosa en 1990 por David B. Weishampel y Lawrence M. Witmer, como miembro indeterminado de Ornithischia fuera de Ornithopoda. Si bien Paul Sereno retuvo una posición de ornitisquio basal fuera de Ornithopoda en 1991, se consideró un taxón posiblemente válido en función de sus prominentes dentículos anteriores y posteriores. Galton revisó su clasificación del taxón en 1994, considerándolo solo referido a Ornithopoda, y no estrechamente relacionado con Echinodon. Trimucrodon fue luego comparado favorablemente por Galton en 1996 con el también taxón portugués Taveirosaurus, previamente considerado un paquicefalosáurido. Con las reclasificaciones posteriores de Taveirosaurus como más similar a los nodosáuridos, José Ruiz-Omeñaca identificó a Trimucrodon en 1999 como un miembro de Heterodontosauridae junto con Echinodon, o un miembro de Nodosauridae relacionado con Taveirosaurus. Mientras que la identidad como un posible heterodontosáurido fue sostenida por Ruiz-Omeñaca y José Canudo en 2004, en el mismo año Weishampel, Witmer y su colega David B. Norman siguieron su opinión de 1990 sobre Trimucrodon , colocándolo como un ornitisquio dudoso, aunque señalaron que un estudio adicional podría respaldar potencialmente la validez del taxón.
Trimucrodon fue encontrado en la cima de un acantilado al sur de Porto Dinheiro, en los lechos inferiores de la Formación Lournihã junto a un diente referido al ornitisquio Hypsilophodon, dientes de pterosaurios ramforrincoideos, los crocodilomorfos Lusitanisuchus y Goniopholis , el coristoderano Cteniogenys, el lagarto Saurillus, y más de 800 dientes de varios grupos de mamíferos. Otros depósitos del Miembro Amoreira–Porto Novo en Porto Dinheiro han contenido material de los saurópodos Zby y Dinheirosaurus, los terópodos Lourinhanosaurus, Torvosaurus y Ceratosaurus, restos de ornitisquios como el estegosáurido Miragaia y un miembro intermedio de Iguanodontia, una posible tortuga pleuroesternida , y escamas del pez Lepidotes.